# 温嫩登校园枪击案
温嫩登校园枪击案发生于2009年3月11日，案发地点是德国温嫩登的溫嫩登阿爾貝維爾實科中學。共有16人在事件中丧生，包括15名受害者及自杀的凶手本人。

## 事件经过

### 阿尔贝维尔实科中学
德国时间上午9点半左右，一名持枪者在阿尔贝维尔实科中学（Albertville Realschule）开枪射击无辜人员。目击者称，枪手在教室及走廊里随意开火。据BBC报道，凶手进入多个房间，枪击受害者的头部。
受害者包括9名学生和3名老师。受害学生的年龄为14至15岁，其中8名为女性。
警方于9时33分接到一名学生的报警电话，两分钟后最早的3名警官到达案发现场。枪手对他们射击，然后逃离现场。

### 逃逸及文德林根枪战

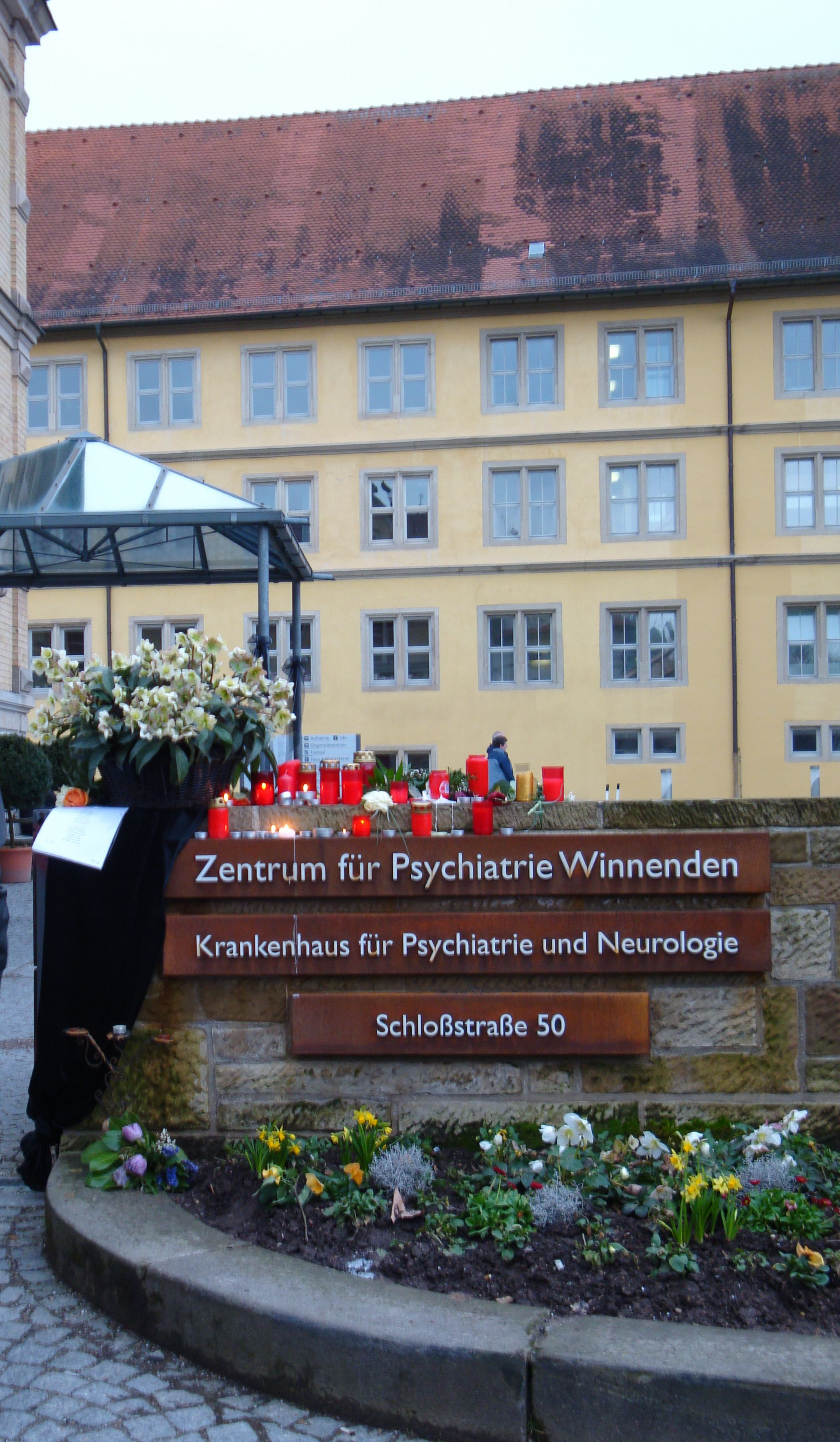
温嫩登精神病研究中心

枪手逃离过程中，在附近一家精神病研究中心的停车场杀害了一位56岁的管理员。
警方派出大批人员保卫学校建筑，并在整个温嫩登辖区内搜寻枪手，但未成功。
12时04分，枪手在温嫩登劫持一辆轿车，前往40千米外的文德林根。枪手离开轿车后，司机向警方报案。随后，枪手进入一间汽车陈列室，杀害一名销售人员和一名顾客。他在12时30分被警方发现。双方随即展开枪战。枪手射伤了两名警察，后来他被警察射伤，然后自尽。

## 凶手
凶手为17岁男性，一年前从案发学校毕业。名为蒂姆·克雷奇默（Tim Kretschmer），来自邻近的洛伊滕巴赫。凶手的一位不愿意透露名字的朋友说，克雷奇默是一个安静的学生，并且逐渐和朋友们疏远。凶手是一个乒乓球爱好者，曾经想成为一名职业选手。凶手喜歡第一人稱射擊遊戲《反恐精英》和搜集恐怖片。
警方在10点左右搜查了凶手的家。凶手的父亲是当地一家射击俱乐部的会员，合法拥有15把枪支。经查，有一支9毫米贝雷塔手枪和数百发子弹失踪。此前，14把枪支存放于枪支保险柜中，而失踪的贝瑞塔手枪则存放于卧室。凶手父亲可能会因未按法律要求恰当地保存枪支而被起诉。

## 外部連結
- （英文）BBC网站上的视频片断 （页面存档备份，存于）
- （德文）警方报告（页面存档备份，存于）